# Австралийский регбийный союз
Регби Австралия (англ. Rugby Australia), также известный как Австралийский регбийный союз (англ. Australian Rugby Union, ARU) — организация, осуществляющая руководство регби на территории Австралии. Основана в 1949 году, с того же года является членом World Rugby. Состоит из восьми союзов, которые представляют штаты и территории страны. Руководит национальными регбийными сборными.

## История
В 1874 году был основан Южный регбийный союз. Изначально он управлялся с Туикенема, Лондон, но в 1881 году администрация переехала в Новый Южный Уэльс, а в 1892 были созданы Союз Нового Южного Уэльса и Союз Квинсленда.
Изначально за организацию выступлений сборных команд страны отвечал Союз Нового Южного Уэльса. В 1947 году остальные региональные союзы приняли решение о создании единого государственного союза, в 1948 году Международный совет регби поддержал эту инициативу и пригласил Австралию для участия в работе Совета.
Первое заседание Австралийского регбийного союза прошло 25 ноября 1949 года, в нём приняло участие одиннадцать делегатов, представлявших Новый Южный Уэльс, Квинсленд, Южную и Западную Австралию, Тасманию и Викторию. В 1972 году к организации присоединилась Австралийская столичная территория, а в 1979 и Северная территория. В 2004 году Союз АСТ и два региональных союза Нового Южного Уэльса объявили об объединении, таким образом образовав Союз АСТ и юга Нового Южного Уэльса.
С октября 2017 носит наименование «Регби Австралия».

## Команды
Сборные по регби-15
- Уоллабис — мужская национальная сборная.
- Уолларуз — женская национальная сборная.

Сборные по регби-7
- Мужская национальная сборная по регби-7 (Осси Тандерболтс ).
- Женская сборная Австралии по регби-7.

Другие сборные
- Джуниор Уоллабис — сборная Австралии по регби до 20 лет.
- Австралия Скулбойз — сборная самых перспективных игроков, выступающих на школьном уровне.

Расформированные команды
- Австралия А — команда кандидатов в главную мужскую сборную.
- Сборная Австралии по регби до 21 года.
- Сборная Австралии по регби до 19 лет.

## Управление
После публикации в 2012 году министром спорта Австралии Марком Арбибом обзора национальной системы регби, был предпринят ряд её изменений с целью повышения эффективности системы.

### Члены
Австралийский регбийный союз состоит из союзов, представляющих штаты и территории страны, а также Ассоциации игроков в регби. Для решения общих вопросов представители союзов собираются раз в год и проводят голосование. По новым правилам, принятым в 2012 году, у каждого представителя есть один голос; помимо этого право голоса имеет Ассоциация игроков в регби и австралийские клубы Супер Регби. Однако правом отдать свои голоса обладают только «Мельбурн Ребелс» и «Уаратаз», представители остальных клубов контролируются соответствующими союзами. Делегат союза, в котором зарегистрировано более 50 тысяч игроков получает второй голос (такой привилегией обладают только союзы Нового Южного Уэльса и Квинсланда), таким образом общее количество голосов равно 16. Помимо делегатов, имеющих право голоса, в проведении собраний участвует ряд представителей без права голоса.
| Регион                     | Члены                                         | Кол-во голосов                                | Кол-во голосов |
| -------------------------- | --------------------------------------------- | --------------------------------------------- | -------------- |
| АСТ                        | Регбийный союз АСТ и юга Нового Южного Уэльса | Регбийный союз АСТ и юга Нового Южного Уэльса | 2              |
| Новый Южный Уэльс          | Регбийный союз Нового Южного Уэльса           | 2                                             | 3              |
| Новый Южный Уэльс          | «Уаратаз»                                     | 1                                             | 3              |
| Квинсленд                  | Регбийный союз Квинсленда                     | Регбийный союз Квинсленда                     | 3              |
| Виктория                   | Регбийный союз Виктории                       | 1                                             | 2              |
| Виктория                   | «Мельбурн Ребелс»                             | 1                                             | 2              |
| Западная Австралия         | Регбийный союз Западной Австралии             | Регбийный союз Западной Австралии             | 2              |
| Южная Австралия            | Регбийный союз Южной Австралии                | Регбийный союз Южной Австралии                | 1              |
| Тасмания                   | Регбийный союз Тасмании                       | Регбийный союз Тасмании                       | 1              |
| Северная территория        | Регбийный союз Северной территории            | Регбийный союз Северной территории            | 1              |
| Ассоциация игроков в регби | Ассоциация игроков в регби                    | Ассоциация игроков в регби                    | 1              |

| Без права голоса                     | Без права голоса |
| ------------------------------------ | ---------------- |
| «Барбарианс»                         |                  |
| Австралийский союз юношеского регби  |                  |
| Австралийский союз школьного регби   |                  |
| Австралийский регбийный союз военных |                  |
| Австралийский женский регбийный союз |                  |
| «Классик Уоллабис»                   |                  |

Регбийный союз районов Нового Южного Уэльса, а также Сиднейский регбийный союз являлись членами без права голоса до апреля 2017.
Помимо этого наблюдателями без права голоса были Австралийское сообщество регбийных арбитров (до 2005 года) и Австралийский союз университетского регби (до 2014 года).

## Зал славы
Каждый год специальный комитет Австралийского регбийного союза, состоящий из восьми человек, выбирает троих кандидатов для включения в Зал славы Уоллаби. При этом один кандидат должен быть игроком, выступавшим до Второй мировой войны, а двое других — после.
Для того чтобы попасть в Зал славы необходимо:
- Сыграть хотя бы один тестовый матч за сборную Австралии;
- Закончить карьеру игрока по меньшей мере за 10 лет до присвоения статуса кандидата;
- Внести существенный вклад в развитие регби;
- Продемонстрировать выдающееся мастерство, преданность и самопожертвование как своей команде так и игре в целом.

Члены Зала славы Уоллаби:
- Кеннет Кэчпоул (1961-1968)
- Марк Элла (1980-1984)
- Томас Ричардс (1908-1912)
- Джон Торнетт (1955-1967)
- Колин Уиндон (1946-1952)
- Джон Хипуэлл (1968-1982)
- Сэр Николас Шеади (1947-1958)
- Сирил Тауэрс (1926-1937)
- Дэвид Кампиз (1982-1996)
- Томас Лоутон (1920-1932)
- Марк Лоун (1973-1982)
- Сэр Эрнест 'Уэри' Данлоп (1932-1934)
- Николас Фарр-Джонс (1984-1993)
- Десмонд Коннор (1958-1959)
- Александр Росс (1925-1934)
- Джонатан Уайт (1958-1965)
- Энтони Миллер (1952-1967)
- 'Джонни' Уоллес (1921-1928)
- Тревор Аллан (1946-1949)
- Эндрю Слэк (1978-1987)
- Герберт Моран (1908)
- Джон Илз (1991-2001)
- Пол МакЛин (1974-1982)
- 'Валли' Мигер (1923-1927)
- Джофф Шоу (1969-1979)
- Энтони Шоу (1973-1982)
- Чарльз Истз (1946-1949)
- Виллиам Керутти (1928-1937)
- Майкл Линаг (1984-1995)
- Уайли Брекенридж (1925-1930)
- Грег Дэвис (1963-1972)
- Саймон Поидевин (1980-1991)
- Джон 'Джок' Блэквуд (1922-1928)
- Сирил Бёрк (1946-1956)
- Тимоти Хоран (1989-2000)
- Джон 'Джэк' Форд (1925-1930)
- Джон Соломон (2949-1955)
- Питер Джонсон (1959-1971)
- Дэвид Брокхофф (1949-1951)
- Грег Корнелсен (1974-1982)
- Эдвард Бонис (1929-1938)
- Тимоти Гавин (1988-1996)
- Филип Кирнс (1989-1999)